# Xastré
 (juillet 2021).
Le Xastré (ou Xastreu en galicien) est une boisson alcoolisée ou liqueur fabriquée dans les municipalités de la région de Verín, en particulier dans la municipalité de Monterrei, en Espagne. Ce produit est célébré lors du carnaval animé de la municipalité de Laza, dans la même région, lors du festival gastronomique de la cachucha, de la bica blanca, du Xastré et de la liqueur de café de Laza.

## Origines
En 1903, des moines de l'ordre des Chartreux arrivent à Tarragone et commencent à élaborer une liqueur proche de la Chartreuse. Sa popularité s'est étendue jusqu'à Monterrei où sa recette a été modifiée pour devenir le Xastré,.

## Description
Il est fabriqué à partir d'aguardiente, de sucre et de huit herbes sauvages, le tout macéré pendant 20 jours,. Sa recette est transmise de père en fils et gardée secrète. C'est une liqueur d'un vert très vif, d'une qualité inférieure à celle de la liqueur de café produite dans la région.
Le Xastré est le nom d'une des herbes utilisées dans l'élaboration de cette boisson.